# 長楽宮
長楽宮（ちょうらくきゅう）は、古代中国の前漢の都である長安にあった宮殿である。
『三輔黄図』によると元は秦の興楽宮だったものを流用したもので、漢の高祖5年（紀元前202年）後9月に高祖劉邦は少府陽城延（『漢書』高恵高后文功臣表）の指揮のもと長楽宮を造営させ（『漢書』高帝紀下）、同7年（紀元前200年）に完成した。同年に長安に遷都してからは長楽宮が皇帝である高祖劉邦の宮殿だったが、次の恵帝からは完成した未央宮を使うようになり、長楽宮は皇太后の宮殿となった。皇帝のいる未央宮より東側にあったため、「東宮」とも呼ばれた。
『三輔黄図』によると宮殿は周囲20里であり、これは現代の発掘調査による長楽宮の全長10,370メートルとほぼ符合する。長楽宮には前殿、鴻台、臨華殿、温室殿、長信宮、長秋宮、永寿殿、永寧殿などの建物があった。王莽は漢を簒奪し皇帝に即位すると、長楽宮を「常楽室」と改称した（『漢書』王莽伝中）。
皇帝の宮殿である未央宮の警護をする衛尉と同様に、皇太后の宮殿である長楽宮にも警護するために長楽衛尉が置かれた。
前漢が滅びた後、王莽の新が滅んだ際、未央宮は反乱軍のため焼けたが、長楽宮はじめ他の宮殿は無事であったため、長安に入った更始帝劉玄や赤眉の劉盆子は長楽宮に入った（『後漢書』劉玄伝、劉盆子伝）。しかし赤眉により他の宮殿も被害にあった。